# Hanjalivka, Lîseanka
Hanjalivka (în ucraineană Ганжалівка) este un sat în comuna Smilciînți din raionul Lîseanka, regiunea Cerkasî, Ucraina.

## Demografie
Componența lingvistică a localității Hanjalivka
     Ucraineană (96,9%)
     Rusă (3,1%)
Conform recensământului din 2001, majoritatea populației localității Hanjalivka era vorbitoare de ucraineană (96,9%), existând în minoritate și vorbitori de rusă (3,1%).